# Diplotaxis flexa
Diplotaxis flexa är en skalbaggsart som beskrevs av Patricia Vaurie 1960. Diplotaxis flexa ingår i släktet Diplotaxis och familjen Melolonthidae. Inga underarter finns listade i Catalogue of Life.